# Торрес (жіночий футбольний клуб)
Жіночий футбольний клуб «Торрес» (італ. Associazione Sportiva Dilettantistica FC Sassari Torres Femminile) — італійський жіночий футбольний клубі з міста Сассарі, що на Сардинії . Найтитулованіша жіноча команда Італії. Команда виграла сім чемпіонств та вісім Кубків Італії. Клуб був заснований у 1980 році та змагався в жіночій Серії А до 2015 року. Через борги клубу було відмовлено в ліцензії на сезон 2015–16 в Серії А, після чого вони розпочали змагання в низчих італійських дивізіонах.

## Досягнення
- Серія А
  -  Переможці (7): 1993–94, 1999–00, 2000–01, 2009–10, 2010–11, 2011–12, 2012–13
- Серія B
  -  Переможці (1): 1989–90
- Серія C
  -  Переможці (1): 2020-21
- Кубок Італії
  -  Володар Кубка (8): 1990–91, 1994–95, 1999–00, 2000–01, 2003–04, 2004–05, 2007–08, 2010–11
  -  Фіналіст (3): 2008–09, 2009–10, 2013–14
- Суперкубок Італії [2]
  -  Володар Суперкубка (7): 2000, 2004, 2009, 2010, 2011, 2012, 2013